# Aphaenogaster weulersseae
Aphaenogaster weulersseae is een mierensoort uit de onderfamilie van de Myrmicinae. De wetenschappelijke naam van de soort is voor het eerst geldig gepubliceerd in 1989 door Cagniant.